# آخرین فرمان (فیلم ۱۹۲۸)
آخرین فرمان (انگلیسی: The Last Command) فیلمی در ژانر رمانتیک و جنگی به کارگردانی جوزف فون اشترنبرگ است که در سال ۱۹۲۸ منتشر شد. از بازیگران آن می‌توان به امیل یانینگز، اولین برنت، ویلیام پاول، فریتس فلد و گای الیور اشاره کرد.
این فیلم برنده جایزه اسکار بهترین بازیگر نقش اول مرد توسط امیل یانینگز در اولین دوره مراسم اسکار شده‌است.امیل یانیگز برای نقش آفرینی در این فیلم اسکار بهترین بازیگر نقش اول مرد را تصاحب کرد.